# Consiliul Secretarilor de Stat (Bucovina)
Consiliul Secretarilor de Stat a guvernat Ducatul Bucovinei începând cu 12 noiembrie 1918, conform Legii fundamentale provizorii asupra puterilor în Țara  Bucovinei (lege care a precizat atribuțiile diferitelor organisme politice), votată în ședința din 12 noiembrie 1918 a Consiliului Național Român al Bucovinei.

## Componență
Funcțiile din structura Consiliului Secretarilor de Stat au fost ocupate de următorii:
| - Președinte:Iancu Flondor - Secretariatul Justiție: Iancu Flondor (interimar) - Secretariatul Externe: Sextil Pușcariu - Secretariatul Interne: Dorimedont Popovici - Secretariatul Finanțe: Nicu Flondor - Secretariatul Apărare Națională: Nicu Flondor (interimar) - Secretariatul Agricultură: Gheorghe Sârbu⁠(cs)[traduceți] | - Secretariatul Instrucțiune Publică: Radu Sbiera - Secretariatul Culte: Ipolit Tarnavschi - Secretariatul Comerț și Industrie: Maximilian Hacman - Secretariatul Afaceri sociale și Alimentație publică: Vasile Marcu - Secretariatul Lucrări Publice și reconstrucție : Aurel Țurcan - Secretariatul Comunicații, Poștă și Telegraf: Cornel Tarnoviețchi - Secretariatul Salubritate Publică: Octavian Gheorghian |

Consiliul Secretarilor de Stat
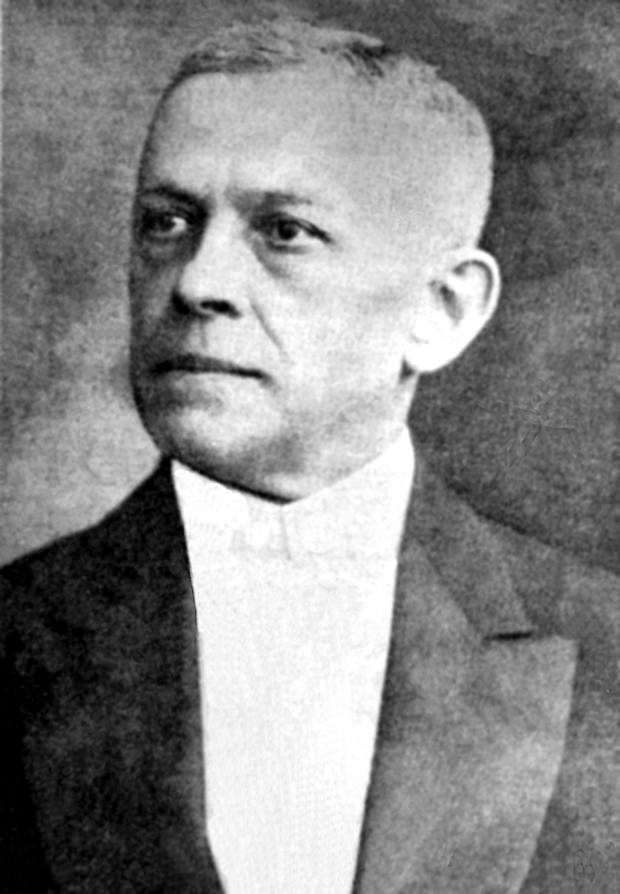
Iancu Flondor
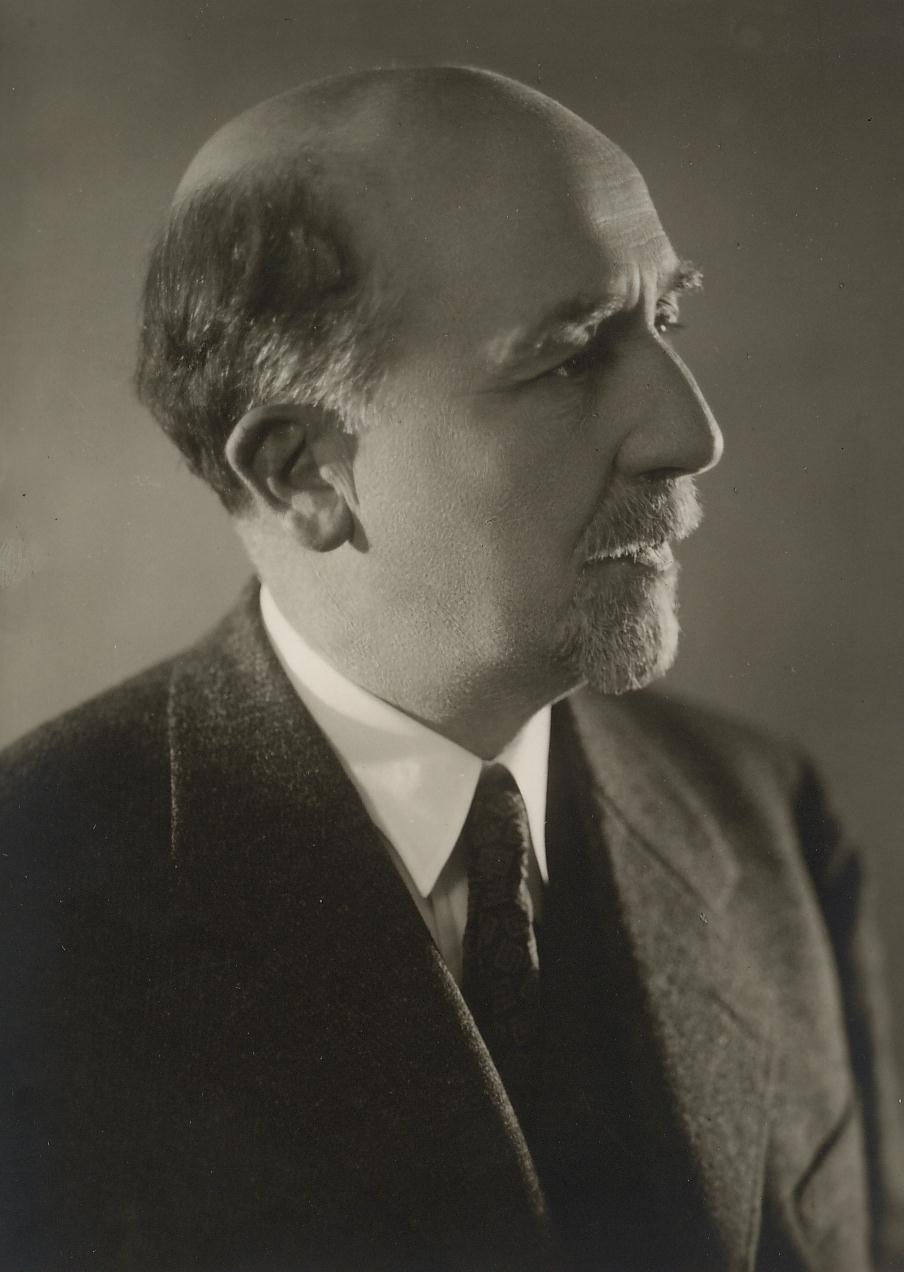
Sextil Pușcariu
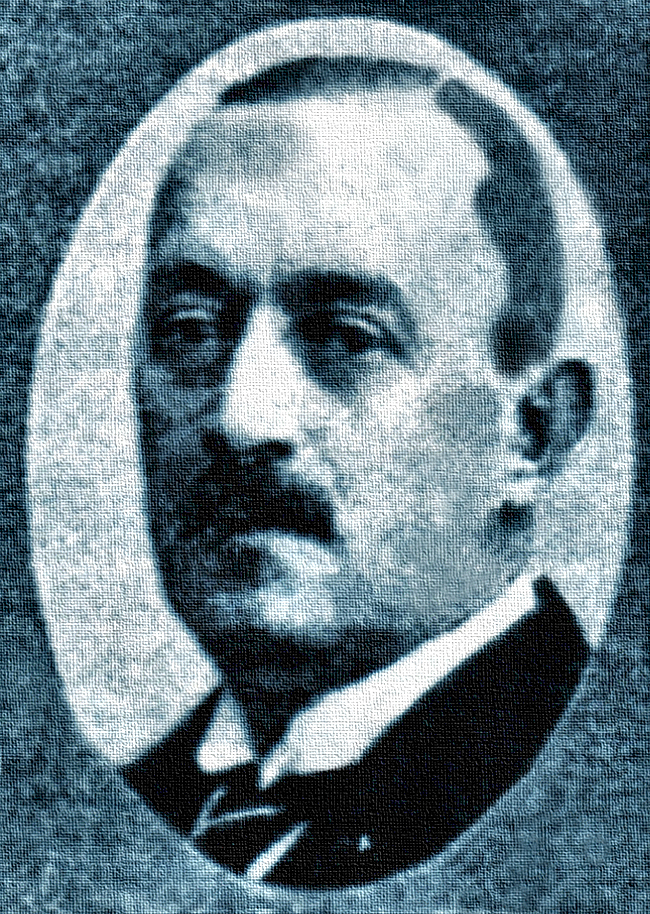
Nicu Flondor
Maximilian Hacman